# Unzer Wort
Unzer Wort (Notre Parole) est un quotidien yiddish publié à Paris de 1944 à 1996. Publié à Paris, il représente le courant Poale Zion(Travailleurs de Sion), mouvement marxiste et sioniste regroupant des cercles de travailleurs juifs fondés dans différentes villes de l'Empire russe après le rejet du sionisme par l'Union générale des travailleurs juifs en 1901.

## Histoire
Unzer Wort est un quotidien français de langue yiddish qui existe de 1944 à 1996,,. Il avait le support de la Fédération des Sociétés Juives de France (FSJF)
En 1994, le journal avait un tirage d'environ 1 500. C'était le dernier quotidien de langue yiddish dans le monde.

## Rédacteurs en chef
- Tony Gryn
- Lajzer Domankiewicz[7].
- Gilbert Mihman[8].
- Dr. Gershuni[9].
- Zvi Levin[10].
- Jacques Cypel

## Collaborateurs
- David Malki
- Léon Leneman[11]